# 黄清华
黄清华，中华人民共和国教育部长江学者特聘教授，北京大学地球与空间科学学院教授，主要从事地球电磁和地震物理研究。

## 生平
2002年至今在北京大学工作，曾在瑞士联邦理工学院、东京大学从事访问研究。

## 社会兼职
- 中国教育部地球物理学类教学指导委员会副主任
- 中国地球物理学会副理事长
- 中国地震学会副理事长
- 国际大地测量与地球物理学联合会(IUGG)地震与火山电磁研究协会副主席[2]
- 《地球物理学报》副主编